# Olympische Sommerspiele 1924/Leichtathletik – 800 m (Männer)

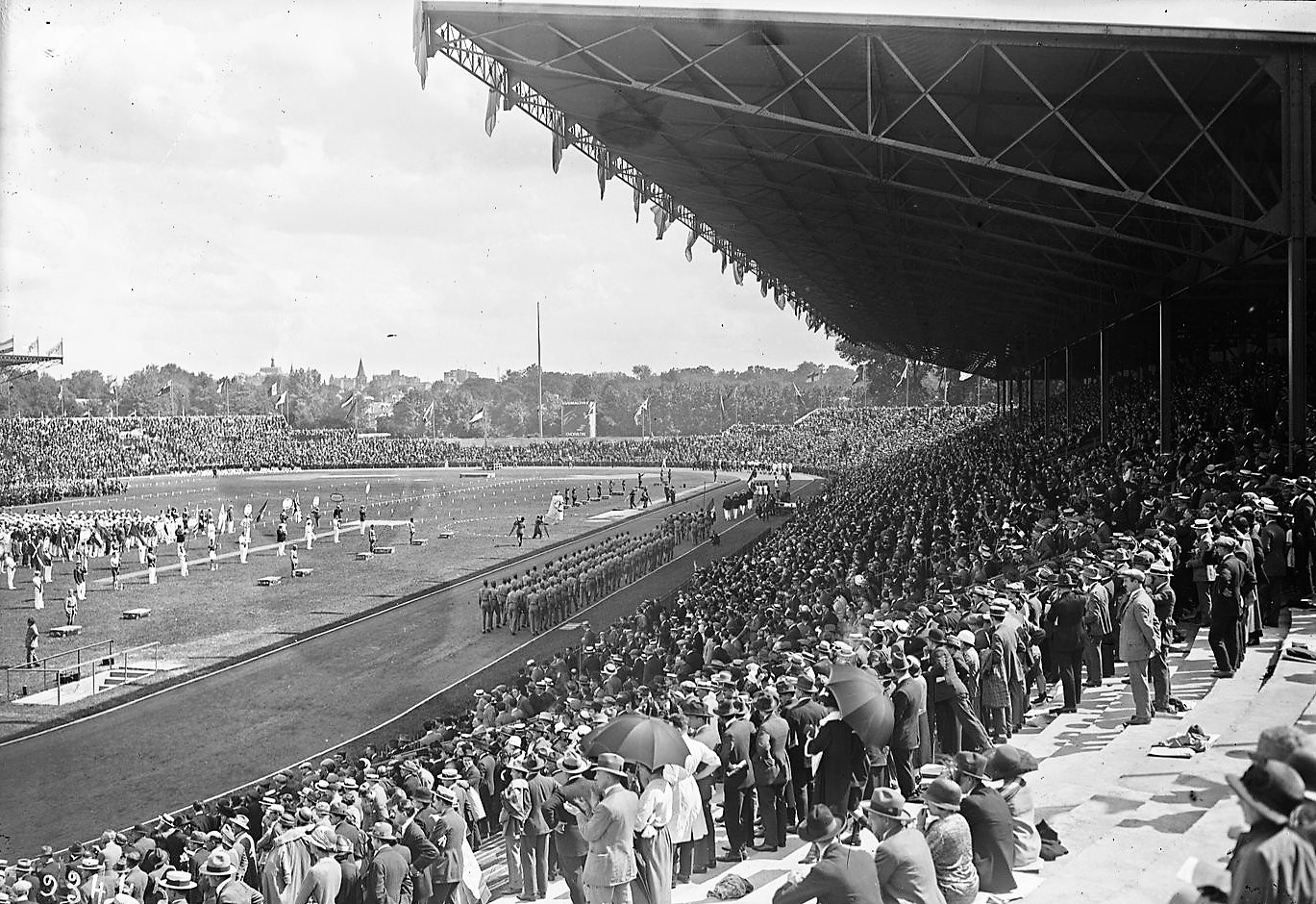
Das Olympiastadion während der Eröffnungszeremonie

Der 800-Meter-Lauf der Männer bei den Olympischen Spielen 1924 in Paris wurde am 6. und 7. Juli 1924 im Stade de Colombes ausgetragen. 43 Athleten nahmen teil.
Olympiasieger wurde der Brite Douglas Lowe vor dem Schweizer Paul Martin. Bronze ging an den US-Läufer Schuyler Enck.
Eine Besonderheit bei diesem Rennen bestand darin, dass die Stadionrunde in Colombes eine Länge von 500 Metern hatte.

## Bestehende Rekorde
| Weltrekord         | 1:51,9 min | Ted Meredith ( USA) | OS Stockholm, Schweden | 8. Juli 1912 |
| Olympischer Rekord | 1:51,9 min | Ted Meredith ( USA) | OS Stockholm, Schweden | 8. Juli 1912 |

Der Olympia- und gleichzeitig Weltrekord wurde auch bei diesen Spielen nicht erreicht.

## Durchführung des Wettbewerbs
Die Läufer traten am 6. Juli zu insgesamt acht Vorläufen an. Die jeweils drei besten Läufer – hellblau unterlegt – qualifizierten sich für das Halbfinale, das am nächsten Tag stattfand. Aus den drei Halbfinals kamen die jeweils ersten drei Platzierten – wiederum hellblau unterlegt – in den Endlauf, der am 8. Juli 1924 bestritten wurde.

## Vorläufe
Datum: 6. Juli 1924
Es sind nicht alle Zeiten überliefert.

### Vorlauf 1

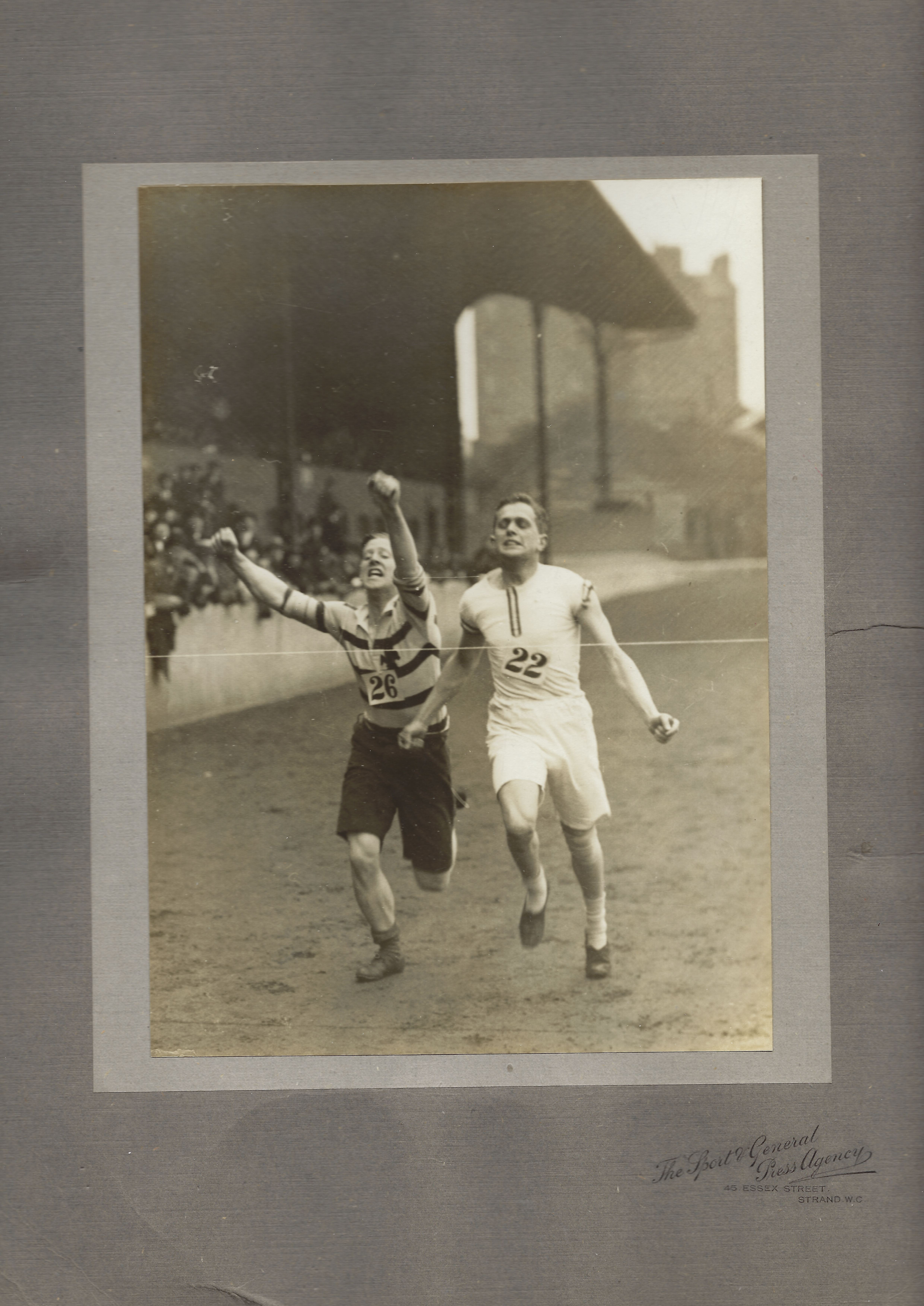
Clifford Davis (rechts) – ausgeschieden als Vierter des ersten Vorlaufs

| Platz | Name               | Nation                | Zeit       | Anmerkung |
| ----- | ------------------ | --------------------- | ---------- | --------- |
| 1     | René Wiriath       | Frankreich            | 1:59,0 min |           |
| 2     | William Richardson | USA                   | 1:59,6 min |           |
| 3     | Gösta Jansson      | Finnland              | 1:59,9 min |           |
| 4     | Charles Davis      | Südafrikanische Union | k. A.      |           |
| 5     | Ludwig Deckardt    | Österreich            | k. A.      |           |
| 6     | Vilém Šindler      | Tschechoslowakei      | k. A.      |           |
| 7     | Édouard Armand     | Haiti                 | k. A.      |           |

### Vorlauf 2
| Platz | Name               | Nation                | Zeit       | Anmerkung |
| ----- | ------------------ | --------------------- | ---------- | --------- |
| 1     | Clarence Oldfield  | Südafrikanische Union | 1:58,0 min |           |
| 2     | Harry Houghton     | Großbritannien        | 1:58,4 min |           |
| 3     | Schuyler Enck      | USA                   | 1:58,6 min |           |
| 4     | Maurice Grosclaude | Frankreich            | k. A.      |           |
| 5     | Giuseppe Bonini    | Königreich Italien    | k. A.      |           |
| 5     | Eduard Riedl       | Tschechoslowakei      | 2:02,5 min |           |

### Vorlauf 3
| Platz | Name          | Nation     | Zeit       | Anmerkung |
| ----- | ------------- | ---------- | ---------- | --------- |
| 1     | Paul Martin   | Schweiz    | 2:00,2 min |           |
| 2     | Sven Lundgren | Schweden   | 2:01,4 min |           |
| 3     | Jack Harris   | Kanada     | 2:01,6 min |           |
| 4     | Malcolm Boyd  | Australien | k. A.      |           |

### Vorlauf 4
| Platz | Name           | Nation             | Zeit       | Anmerkung |
| ----- | -------------- | ------------------ | ---------- | --------- |
| 1     | Adriaan Paulen | Niederlande        | 1:59,2 min |           |
| 2     | John Watters   | USA                | 1:59,8 min |           |
| 3     | Tom McKay      | Kanada             | 2:00,1 min |           |
| 4     | Puccio Pucci   | Königreich Italien | k. A.      |           |
| 5     | Roy Norman     | Australien         | k. A.      |           |
| 6     | Narciso Costa  | Brasilien          | k. A.      |           |

### Vorlauf 5
| Platz | Name             | Nation             | Zeit       | Anmerkung |
| ----- | ---------------- | ------------------ | ---------- | --------- |
| 1     | Rudolf Johansson | Schweden           | 1:57,6 min |           |
| 2     | François Morren  | Belgien            | k. A.      |           |
| 3     | Edgar Mountain   | Großbritannien     | k. A.      |           |
| 4     | Ferruccio Bruni  | Königreich Italien | k. A.      |           |
| 5     | Hector Phillips  | Kanada             | k. A.      |           |
| 6     | Stefan Ołdak     | Polen              | 2:09,0 min |           |

### Vorlauf 6

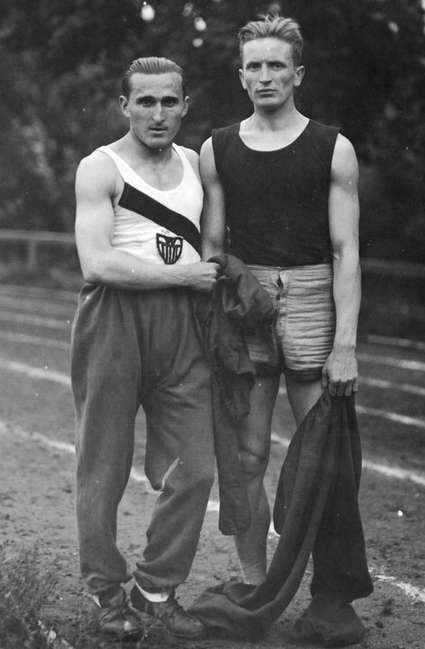
Stefan Kostrzewski (links) – ausgeschieden als Vierter des sechsten Vorlaufs
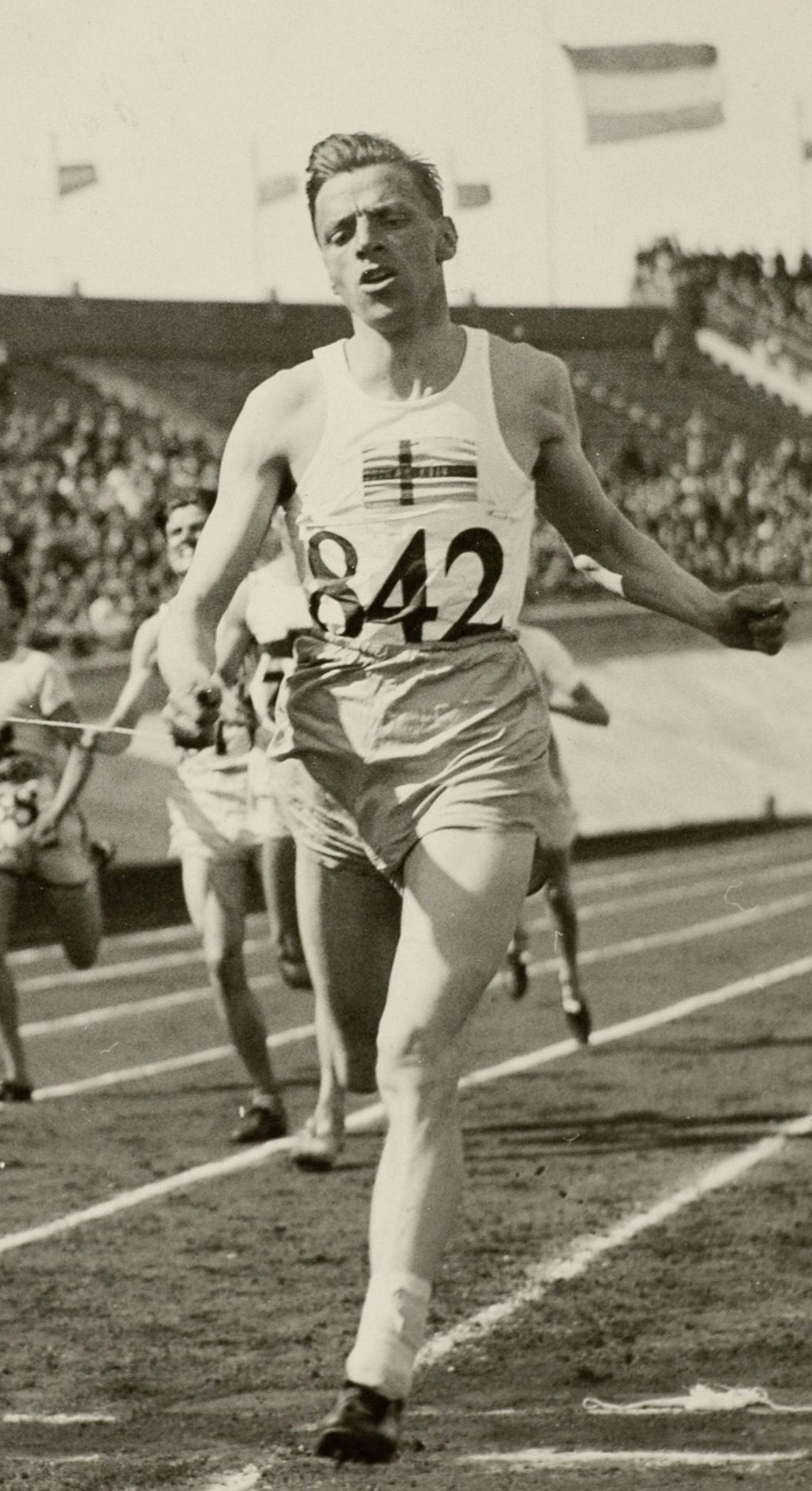
Erik Byléhn – ausgeschieden als Fünfter des siebten Vorlaufs

| Platz | Name               | Nation             | Zeit       | Anmerkung |
| ----- | ------------------ | ------------------ | ---------- | --------- |
| 1     | Kai Jensen         | Dänemark           | 1:58,4 min |           |
| 2     | Norman MacEachern  | Irischer Freistaat | k. A.      |           |
| 3     | Ray Dodge          | USA                | k. A.      |           |
| 4     | Stefan Kostrzewski | Polen              | 2:01,6 min |           |
| 5     | Menso Menso        | Niederlande        | k. A.      |           |
| 6     | Jack Newman        | Australien         | k. A.      |           |
| 7     | Christophe Mirgain | Luxemburg          | k. A.      |           |

### Vorlauf 7
| Platz | Name           | Nation         | Zeit       | Anmerkung |
| ----- | -------------- | -------------- | ---------- | --------- |
| 1     | Henry Stallard | Großbritannien | 1:57,6 min |           |
| 2     | Louis Philipps | Frankreich     | 1:58,6 min |           |
| 3     | Albert Larsen  | Dänemark       | 1:58,8 min |           |
| 4     | Tokushige Noto | Japan          | k. A.      |           |
| 5     | Erik Byléhn    | Schweden       | k. A.      |           |

### Vorlauf 8
| Platz | Name              | Nation           | Zeit       | Anmerkung |
| ----- | ----------------- | ---------------- | ---------- | --------- |
| 1     | Douglas Lowe      | Großbritannien   | 1:58,0 min |           |
| 2     | Georges Baraton   | Frankreich       | 1:59,2 min |           |
| 3     | Charles Hoff      | Norwegen         | 2:02,1 min |           |
| 4     | Karel Přibyl      | Tschechoslowakei | 2:03,8 min |           |
| 5     | Guillermo Amparan | Mexiko           | k. A.      |           |

## Halbfinale
Datum: 7. Juli 1924
Es sind nicht alle Zeiten überliefert.

### Lauf 1
| Platz | Name               | Nation                | Zeit       | Anmerkung |
| ----- | ------------------ | --------------------- | ---------- | --------- |
| 1     | Henry Stallard     | Großbritannien        | 1:54,2 min |           |
| 2     | William Richardson | USA                   | 1:55,0 min |           |
| 3     | Paul Martin        | Schweiz               | 1:55,6 min |           |
| 4     | Rudolf Johansson   | Schweden              | 1:55,7 min |           |
| 5     | Kai Jensen         | Dänemark              | k. A.      |           |
| 6     | Clarence Oldfield  | Südafrikanische Union | k. A.      |           |
| 7     | Georges Baraton    | Frankreich            | 1:57,6 min |           |
| 8     | Tom McKay          | Kanada                | 1:58,5 min |           |

### Lauf 2
| Platz | Name              | Nation             | Zeit       | Anmerkung |
| ----- | ----------------- | ------------------ | ---------- | --------- |
| 1     | Douglas Lowe      | Großbritannien     | 1:56,8 min |           |
| 2     | Harry Houghton    | Großbritannien     | 1:57,3 min |           |
| 3     | John Watters      | USA                | 1:57,4 min |           |
| 4     | Sven Lundgren     | Schweden           | 1:57,6 min |           |
| 5     | Norman MacEachern | Irischer Freistaat | 1:58,3 min |           |
| 6     | François Morren   | Belgien            | 1:58,5 min |           |
| 7     | René Wiriath      | Frankreich         | 1:59,6 min |           |
| 8     | Albert Larsen     | Dänemark           | 2:00,2 min |           |

### Lauf 3

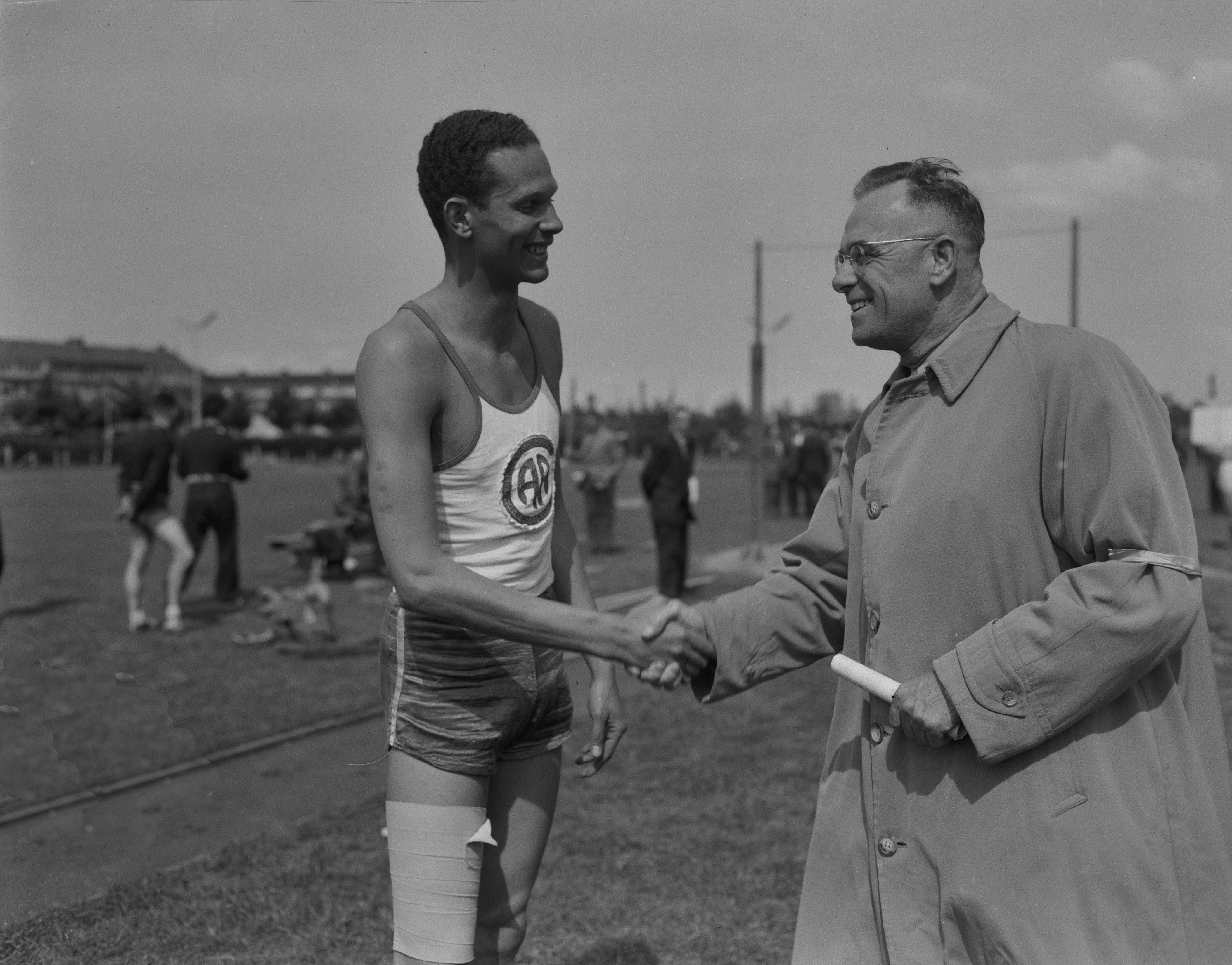
Adriaan Paulen (rechts, im Jahr 1956) – ausgeschieden als Vierter des dritten Viertelfinals
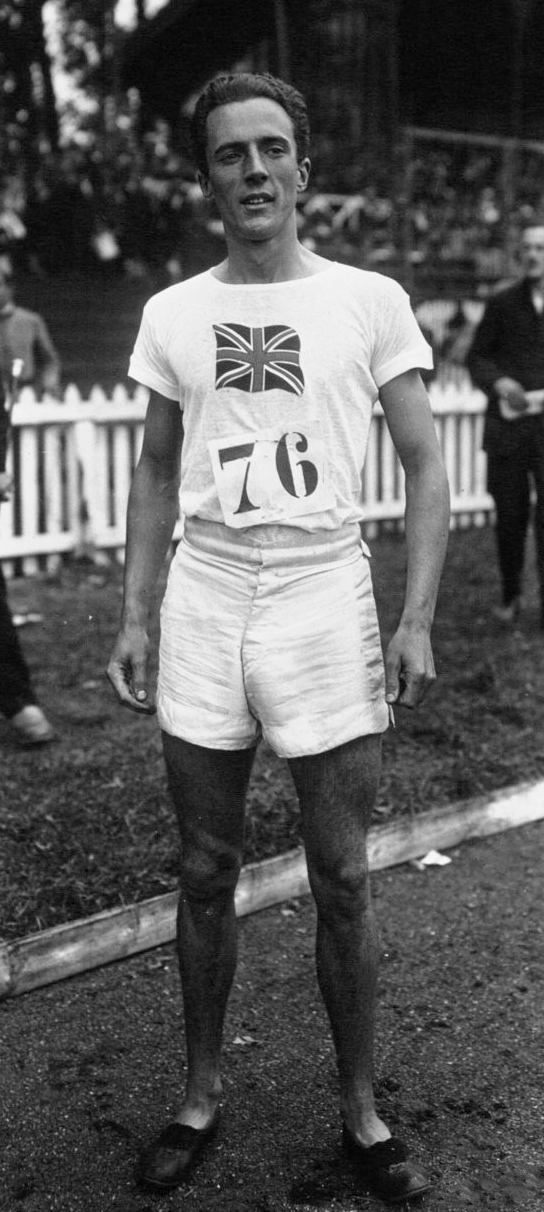
Edgar Mountain – ausgeschieden als Siebter des dritten Viertelfinals

| Platz | Name           | Nation         | Zeit       | Anmerkung |
| ----- | -------------- | -------------- | ---------- | --------- |
| 1     | Ray Dodge      | USA            | 1:57,0 min |           |
| 2     | Schuyler Enck  | USA            | 1:57,6 min |           |
| 3     | Charles Hoff   | Norwegen       | 1:58,4 min |           |
| 4     | Adriaan Paulen | Niederlande    | 1:58,8 min |           |
| 5     | Gösta Jansson  | Finnland       | 1:59,4 min |           |
| 6     | Jack Harris    | Kanada         | k. A.      |           |
| 7     | Edgar Mountain | Großbritannien | k. A.      |           |
| 8     | Louis Philipps | Frankreich     | k. A.      |           |

## Finale
Datum: 8. Juli 1924
| Platz | Name               | Nation         | Zeiz       | Anmerkung |
| ----- | ------------------ | -------------- | ---------- | --------- |
| 1     | Douglas Lowe       | Großbritannien | 1:52,4 min |           |
| 2     | Paul Martin        | Schweiz        | 1:52,5 min |           |
| 3     | Schuyler Enck      | USA            | 1:52,9 min |           |
| 4     | Henry Stallard     | Großbritannien | 1:53,0 min |           |
| 5     | William Richardson | USA            | 1:53,7 min |           |
| 6     | Ray Dodge          | USA            | 1:54,2 min |           |
| 7     | John Watters       | USA            | 1:54,8 min |           |
| 8     | Charles Hoff       | Norwegen       | 1:56,7 min |           |
| 9     | Harry Houghton     | Großbritannien | 1:58,0 min |           |

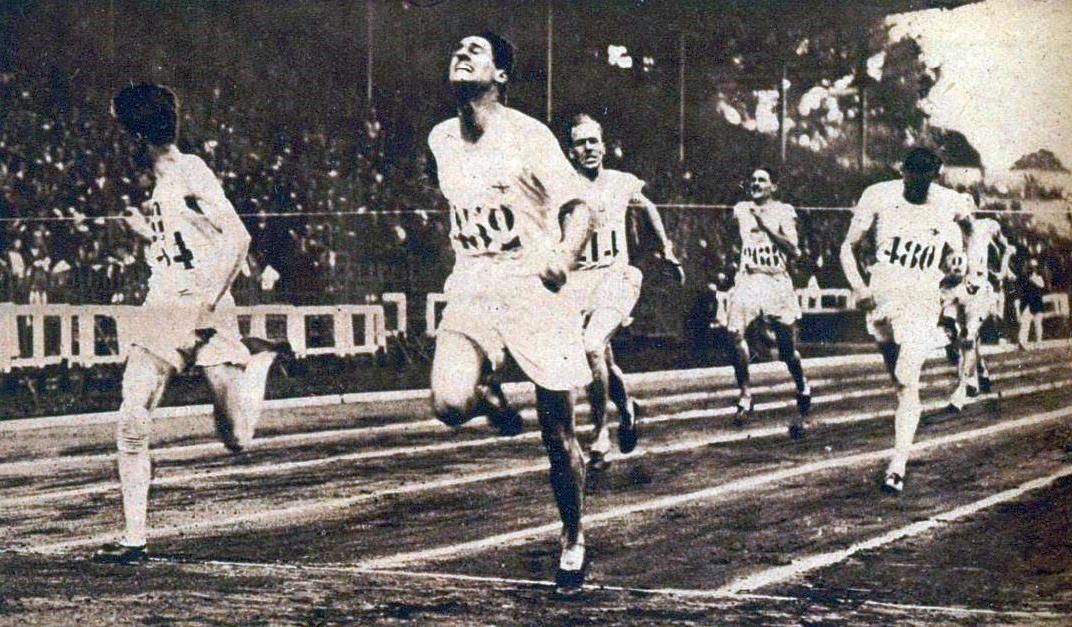
Zieleinlauf des 800-Meter-Finales

Als Favorit war Henry Stallard angereist, der britischer Meister geworden war und dabei auch Douglas Lowe besiegt hatte. Doch in seinem Zwischenlauf verletzte sich Stallard und war dadurch gehandicapt. Er suchte sein Heil in der Flucht, führte nach einer 400-Meter-Durchgangszeit von 54,0 s bis zur 600-Meter-Marke. Dann erlahmten seine Kräfte. Douglas Lowe, Paul Martin und zuletzt auch Schuyler Enck zogen an ihm vorbei. Ganz vorne gab es einen harten Zweikampf um Gold, den Lowe gegen den Außenseiter Martin knapp für sich entscheiden konnte.
Die Zeiten waren hochklassig, Ted Merediths Weltrekord von 1912 wurde nur um eine halbe Sekunde verfehlt. Erstaunlich war hier der achte Platz, den Charles Hoff errang. Er war eigentlich ein Stabhochspringer der absoluten Weltklasse und wäre bei diesen Spielen als Mitfavorit gestartet. Doch er zog sich eine Verletzung zu, die es ihm unmöglich machte, diese Sportart weiter auszuüben. So sattelte er mit imposantem Erfolg ganz kurzfristig auf die Mittelstrecke um.
Während Douglas Lowe für den zweiten britischen Sieg über 800 Meter in Folge sorgte, gewann Paul Martin die erste Medaille für die Schweiz in der Leichtathletik.

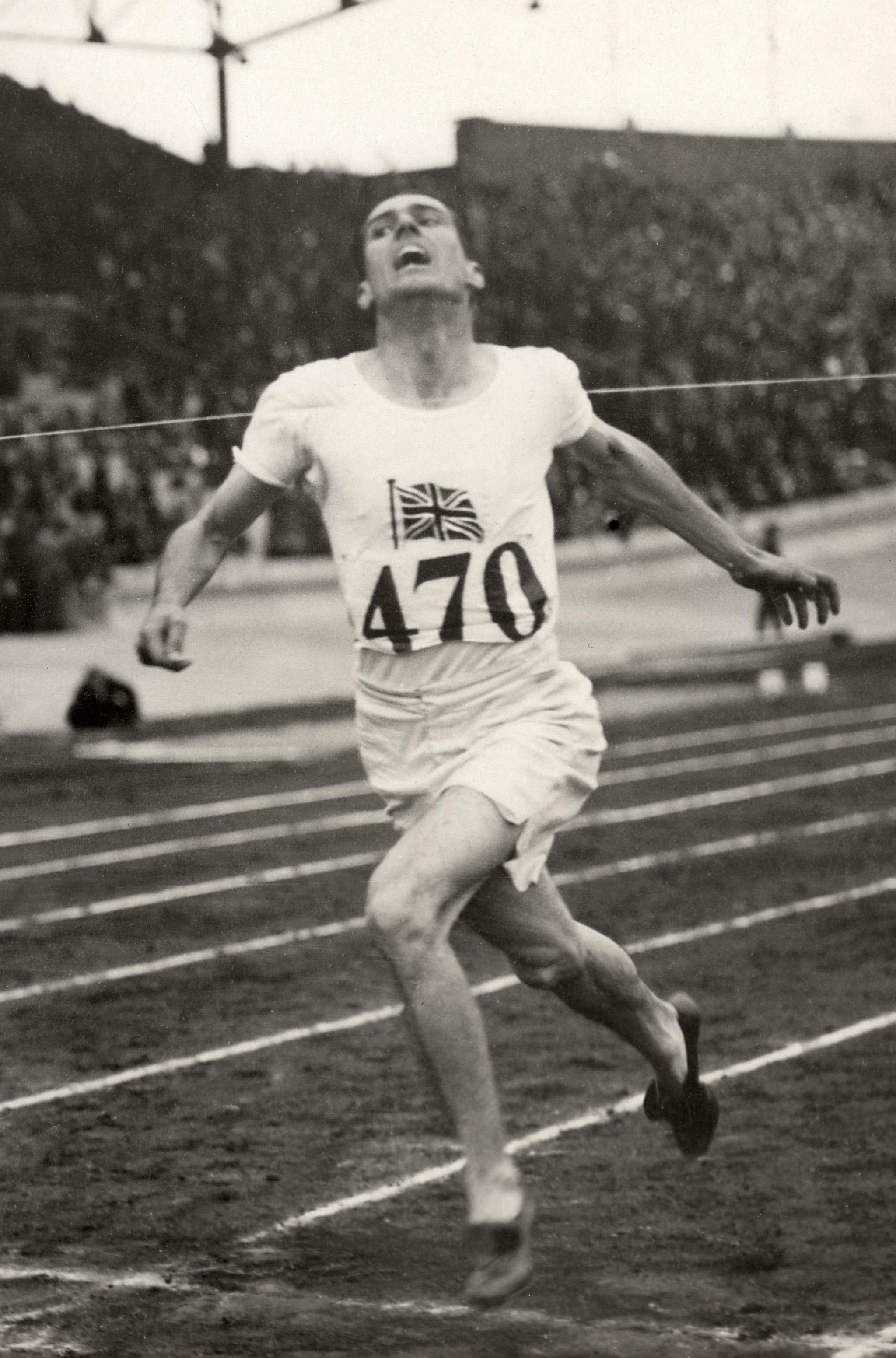
Olympiasieger Douglas Lowe
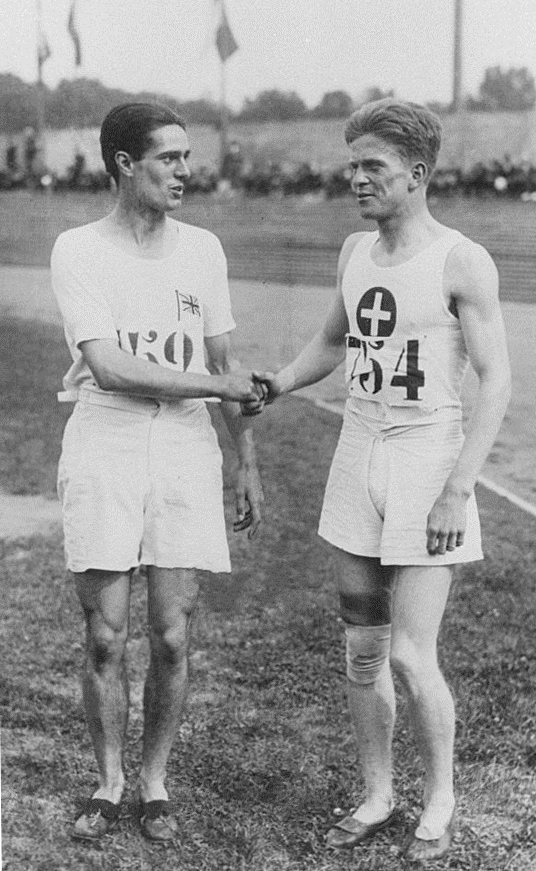
Silbermedaillengewinner Paul Martin (rechts) gratuliert dem Sieger Douglas Loweü
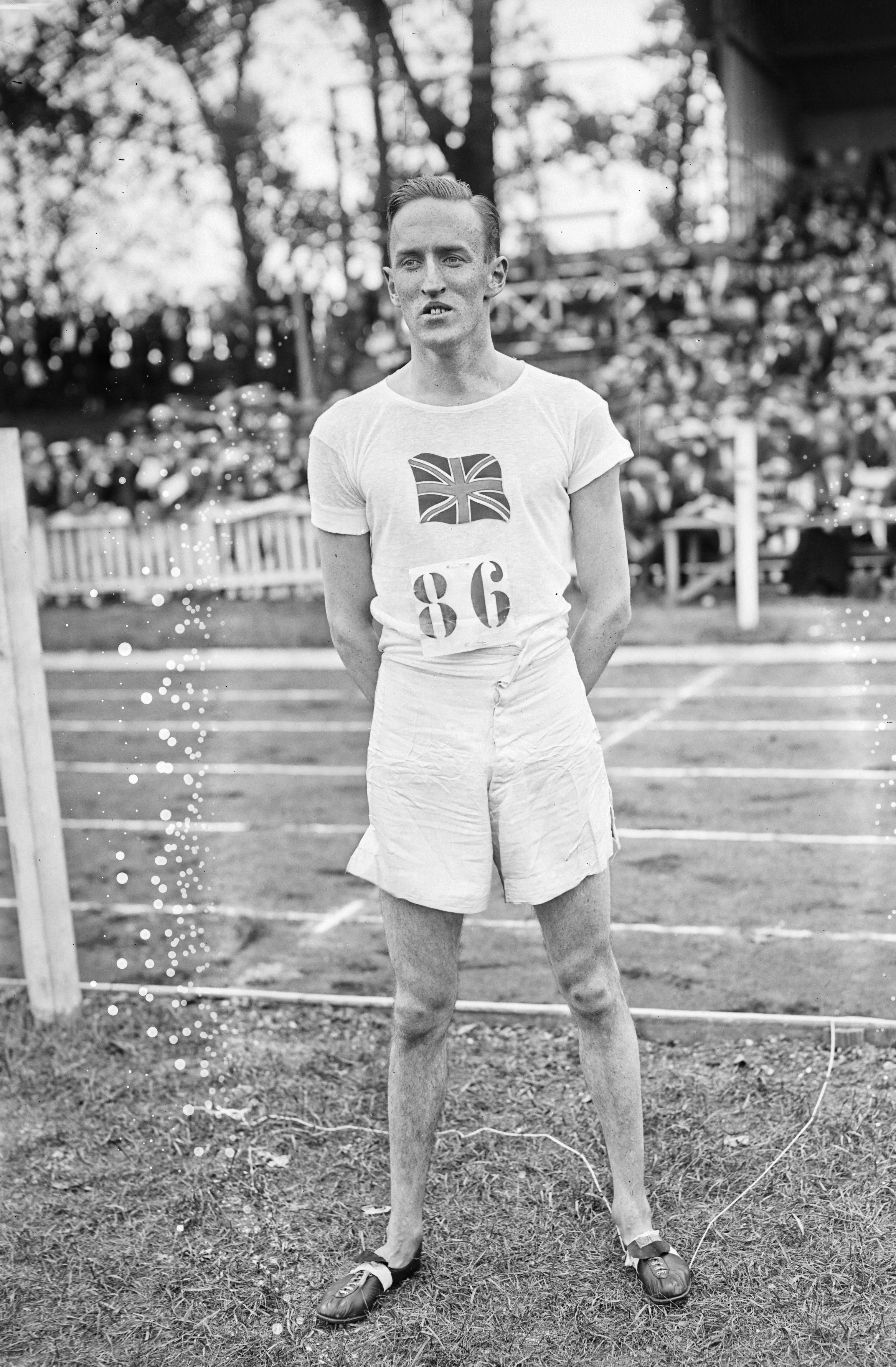
Henry Stallard erreichte Platz vier
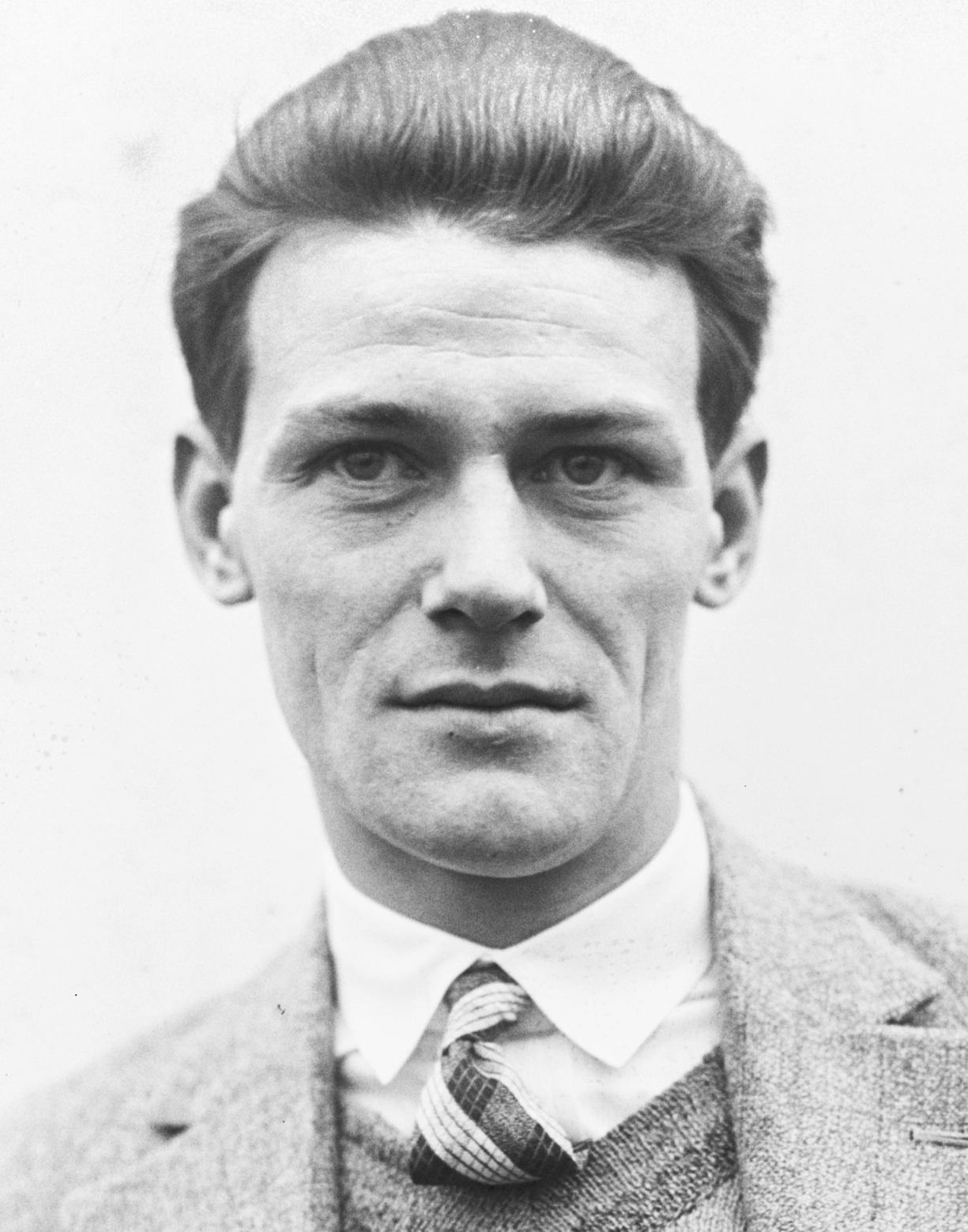
Charles Hoff kam auf den achten Platz

## Video
- The Olympic Games in Paris, 1924 (1925 Documentary), youtube.com, Bereich: 29:33 min bis 30:57 min, abgerufen am 1. Juni 2021